# فردقان
فردقان.. اعتقال الشيخ الرئيس رواية للروائي المصري يوسف زيدان. صدرت الرواية لأوّل مرة في العام 2018 عن دار الجديد في بيروت. ودخلت في القائمة النهائية «القصيرة» للجائزة العالمية للرواية العربية لعام 2020، المعروفة باسم «جائزة بوكر العربية».